# گوستاو کسل
کارل گوستاو کسل (Karl Gustav Cassel) (زادهٔ ۲۰ اکتبر ۱۸۶۶ – درگذشتهٔ ۱۴ ژانویه ۱۹۴۵)، اقتصاددان سوئدی و استاد اقتصاد در دانشگاه استکهلم بود.

## آثار
نگرش کسل در مورد واقعیت اقتصادی، به‌ویژه پیرامون نقش بهره، ریشه در اقتصاد نئوکلاسیک بریتانیایی و مکاتب نو ظهور سوئدی داشت. احتمالاً او از طریق مقاله جان مینارد کینز، «کشش در اصلاحات پولی» (۱۹۲۳) شناخته می‌شود، مقاله‌ای که در آن او ایده برابری قدرت خرید را مطرح کرد.
«بدون شک کسل یکی از شخصیت‌های برجسته علم اقتصاد در جریان دوره میان دو جنگ بود. مرجعیت او تنها پس از لرد کینز در جایگاه دوم قرار داشته و دولت خود وی و دولت‌های خارجی در مقاطع بی‌شماری از او مشاوره دریافت کردند».
او همراه با کنوت ویکسل و دیوید دیویدسون، یکی از اعضای بنیان‌گذار مکتب اقتصادی سوئد بود. کسل از حوزه ریاضیات به حوزه اقتصاد آمد. او یک مدرک عالی در رشته ریاضی از دانشگاه اوپسالا کسب کرده و در جریان اواخر دهه ۱۸۹۰ میلادی به عنوان استاد در دانشگاه استکهلم گماشته شد، اما او قبل از تغییر قرن به آلمان رفت تا به آموزش اقتصاد بپردازد و در آنجا تنها در سن کمتر از چهل سال مقالاتی منتشر کرد.
پس از پایان جنگ جهانی اول، گوستاو به‌طور فعالانه در مباحثی در مورد راه‌های ممکن بازگرداندن استاندارد طلا دخیل بود، راهکاری که به‌طور خودکار نظام نرخ ثابت ارز را در میان ملت‌های شرکت‌کننده بازمی‌گرداند. به‌طور گسترده باور براین بود که ثبات نرخ ارز برای احیای تجارت بین‌الملل و رشد پایدارتر و موزون آن حیاتی است. پرسشی که گوستاو کسل سعی کرد تا به آن از طریق کارهای که در چارچوب این بحث‌ها نوشته بود، پاسخ دهد این بود که چگونه می‌توان یک سطح مناسب را تعیین کرد که نرخ ارز در جریان بازگردان نظام نرخ ثابت ارز، بر مبنای آن تنظیم گردد. مشاوره او این بود تا نرخ‌های ثابت ارز بر اساس سطحی که با برابری قدرت خرید سازگار است تنظیم گردد، چون او معتقد بود که این امر از ناهمترازی تجاری در میان کشورهای تجارت‌کننده جلوگیری می‌کند. آموزه برابری قدرت خرید که توسط کسل پیشنهاد گردید در واقع یک نظریه مثبت برای تعیین نرخ ارز نبود (چون کسل از عوامل بیشماری که اگر اجازه شناور شدن داده شود، از ثبات نرخ ارز در سطح برابری قدرت خرید جلوگیری می‌نمایند، کاملاً آگاه بود)، بلکه یک توصیه ارزشی سیاست‌گذاری در چارچوب بحث‌ها برای بازگشتن به نظام نرخ ثابت ارز بود.
او همچنین روی مسئله مرمت اقتصادی آلمان کار کرد. او عضو تعدادی از کمیته‌های بود که روی مسائل دولت در سوئد کار می‌کردند و او همچنین کار زیادی را وقف ساختن یک نظام بهتر برای تفسیر و کنترل بودجه (۱۹۰۵ – ۱۹۲۱ میلادی) نمود. او یکی از نمایندگان سوئد در اتاق بازرگانی بین‌المللی بود که در ۱۹۲۱ میلادی در لندن باهم جلسه برگزار کردند. او به عنوان عضو فرهنگستان سلطنتی علوم سوئد (Svenska Vetenskapsakademien) و نماینده سوئد در انجمن سلطنتی اقتصاد (Royal Economic Society) انتخاب شد.
علاوه بر کتاب‌های او به زبان سوئدی، او کارهای ذیل را به سایر زبان‌ها منتشر کرد: Das Recht auf den vollen Arbeitsertrag (1900 میلادی)، ماهیت و ضرورت سود (The Nature and Necessity of Interest) (1903 میلادی)، Theoretische Sozialökonomie (1919 میلادی). اثر او تحت عنوان یادداشتی بر مسائل پولی جهان که توسط جامعه ملل برای کنفرانس بین‌المللی مالی در ۱۹۲۰ میلادی در برکسل به چاپ رسید، توجه گسترده‌ای را به خود جلب کرد.
برخی از شاگردان برجسته او شامل برندگان جایزه نوبل در اقتصاد برتیل اوهلین و گونار میردال و رهبر آینده حزب میانه رو (سوئد)، گوستا باگی بود.